# José Lezama Lima

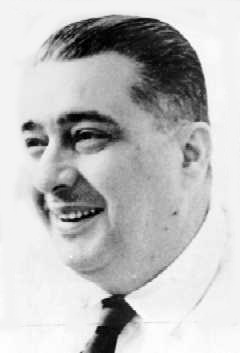
José Lezama Lima

José Lezama Lima (* 19. Dezember 1910 in Havanna, Kuba; † 9. August 1976 ebenda) war ein bedeutender kubanischer Dichter und Essayist mit starkem Einfluss auf die moderne kubanische Literatur.

## Leben
José Lezama Lima studierte Jura und promovierte 1938 zum Doktor der Rechte. 1945 wurde er Leiter der Kulturabteilung des Erziehungsministeriums. Er unternahm Reisen nach Mexiko (1949) und Jamaika (1950) und wurde Herausgeber verschiedener Literaturzeitschriften. Nach der kubanischen Revolution 1959 wurde Lezama Lima Direktor der Literaturabteilung des Nationalrats für Kultur. 1962 wurde er Vizepräsident der UNEAC (Unión de Escritores y Artistas de Cuba – Schriftsteller- und Künstlerverband Kubas). Gerade in seiner Forschungstätigkeit am Institut für Literatur und Linguistik sowie im Kulturinstitut Casa de las Américas (Haus der beiden Amerikas) war er Verfasser zahlreicher Artikel in Literatur- und Kulturzeitschriften.
Er war Gründer und Direktor der Literaturzeitschriften Verbum (1937), Espuela de Plata (1939), Nadie parecía (1942) und Orígenes (1944). Besonders letztere hatte entscheidenden Einfluss auf die Entstehung einer Gruppe von zeitgenössischen kubanischen Dichtern. Sein erster Gedichtband Muerte de Narciso (Tod des Narziss, 1937) zeigt schon die barocke Imaginationskraft des Dichters und seinen reichen kulturellen Hintergrund, die dann auch in Enemigo rumor (Feindliche Gerüchte, 1941), Aventuras sigilosas (1945), La fijeza (1949) und Dador (1960) weiter typische Merkmale für die Schreibweise von Lezama Lima sind.
Spätestens seit den 1950er Jahren und bis zu seinem Tod wurde Lezama Lima von vielen jungen kubanischen Intellektuellen als eine Art Lehrmeister gesehen.

## Werke
Seine Prosawerke sind eng verbunden mit seinem lyrischen Schaffen:
- Analecta del reloj (1953)
- Tratados en La Habana (Abhandlungen in Havanna, 1958)
- Coloquio con Juan Ramón Jiménez (Kolloquium mit Juán Ramón Jiménez, 1938)
- La expresión americana (1957, Die amerikanische Ausdruckswelt, dt. 1992)
- Islas (Inseln, 1961)
- La cantidad hechizada (1970)
- Paradiso (1966, dt. 1979), Roman
- Oppiano Licario (1977, Inferno. Oppiano Licario, dt. 2004)

Außerdem schrieb er Essays über Inca Garcilaso de la Vega, Luis de Góngora, Paul Valéry, Stéphane Mallarmé und andere.

## Bibliografie
- William Navarrete und Regina Avila: Aldabonazo en Trocadero 162, Ed. Aduana Vieja, Valencia, 2008